# Furtka wołania
Furtka wołania (ang. Call Gate) – mechanizm stosowany w architekturze IA-32, umożliwiający programowi mniej uprzywilejowanemu wywołanie programu bardziej uprzywilejowanego.

## Omówienie
Furtka wołania może być stosowana w celu umożliwienia mniej uprzywilejowanemu kodowi wywołanie kodu bardziej uprzywilejowanego. Mechanizm ten jest niezbędny we współczesnych systemach operacyjnych stosujących ochronę pamięci, ponieważ umożliwia programom korzystanie z funkcji jądra oraz wywołań systemowych w sposób kontrolowany przez system. Zwykle jednak zamiast furtki wołania stosuje się Interrupt Gate lub Trap Gate.